# Selección femenina de fútbol de Irak
La selección femenina de fútbol de Irak es la representante femenina de fútbol del equipo de Irak.
La selección jugó su primer partido internacional en 2010. Su primera participación en un torneo importante fue la clasificación de la Copa Asiática Femenina de la AFC 2018.

## Estadísticas

### Copa Mundial Femenina de Fútbol
| Edición | Resultado               | Posición                | PJ                      | PG                      | PE                      | PP                      | GF                      | GC                      |
| ------- | ----------------------- | ----------------------- | ----------------------- | ----------------------- | ----------------------- | ----------------------- | ----------------------- | ----------------------- |
| 1991    | No existía la selección | No existía la selección | No existía la selección | No existía la selección | No existía la selección | No existía la selección | No existía la selección | No existía la selección |
| 1995    | No existía la selección | No existía la selección | No existía la selección | No existía la selección | No existía la selección | No existía la selección | No existía la selección | No existía la selección |
| 1999    | No existía la selección | No existía la selección | No existía la selección | No existía la selección | No existía la selección | No existía la selección | No existía la selección | No existía la selección |
| 2003    | No existía la selección | No existía la selección | No existía la selección | No existía la selección | No existía la selección | No existía la selección | No existía la selección | No existía la selección |
| 2007    | No existía la selección | No existía la selección | No existía la selección | No existía la selección | No existía la selección | No existía la selección | No existía la selección | No existía la selección |
| 2011    | No participó            | No participó            | No participó            | No participó            | No participó            | No participó            | No participó            | No participó            |
| 2015    | No participó            | No participó            | No participó            | No participó            | No participó            | No participó            | No participó            | No participó            |
| 2019    | No clasificó            | No clasificó            | No clasificó            | No clasificó            | No clasificó            | No clasificó            | No clasificó            | No clasificó            |
| 2023    | Se retiró               | Se retiró               | Se retiró               | Se retiró               | Se retiró               | Se retiró               | Se retiró               | Se retiró               |
| 2027    | Por disputarse          | Por disputarse          | Por disputarse          | Por disputarse          | Por disputarse          | Por disputarse          | Por disputarse          | Por disputarse          |
| Total   | 0/9                     | -                       | -                       | -                       | -                       | -                       | -                       | -                       |

### Copa Asiática Femenina de la AFC
| Edición | Resultado               | Posición                | PJ                      | PG                      | PE                      | PP                      | GF                      | GC                      |
| ------- | ----------------------- | ----------------------- | ----------------------- | ----------------------- | ----------------------- | ----------------------- | ----------------------- | ----------------------- |
| 1975    | No existía la selección | No existía la selección | No existía la selección | No existía la selección | No existía la selección | No existía la selección | No existía la selección | No existía la selección |
| 1977    | No existía la selección | No existía la selección | No existía la selección | No existía la selección | No existía la selección | No existía la selección | No existía la selección | No existía la selección |
| 1979    | No existía la selección | No existía la selección | No existía la selección | No existía la selección | No existía la selección | No existía la selección | No existía la selección | No existía la selección |
| 1981    | No existía la selección | No existía la selección | No existía la selección | No existía la selección | No existía la selección | No existía la selección | No existía la selección | No existía la selección |
| 1983    | No existía la selección | No existía la selección | No existía la selección | No existía la selección | No existía la selección | No existía la selección | No existía la selección | No existía la selección |
| 1986    | No existía la selección | No existía la selección | No existía la selección | No existía la selección | No existía la selección | No existía la selección | No existía la selección | No existía la selección |
| 1989    | No existía la selección | No existía la selección | No existía la selección | No existía la selección | No existía la selección | No existía la selección | No existía la selección | No existía la selección |
| 1991    | No existía la selección | No existía la selección | No existía la selección | No existía la selección | No existía la selección | No existía la selección | No existía la selección | No existía la selección |
| 1993    | No existía la selección | No existía la selección | No existía la selección | No existía la selección | No existía la selección | No existía la selección | No existía la selección | No existía la selección |
| 1995    | No existía la selección | No existía la selección | No existía la selección | No existía la selección | No existía la selección | No existía la selección | No existía la selección | No existía la selección |
| 1997    | No existía la selección | No existía la selección | No existía la selección | No existía la selección | No existía la selección | No existía la selección | No existía la selección | No existía la selección |
| 1999    | No existía la selección | No existía la selección | No existía la selección | No existía la selección | No existía la selección | No existía la selección | No existía la selección | No existía la selección |
| 2001    | No existía la selección | No existía la selección | No existía la selección | No existía la selección | No existía la selección | No existía la selección | No existía la selección | No existía la selección |
| 2003    | No existía la selección | No existía la selección | No existía la selección | No existía la selección | No existía la selección | No existía la selección | No existía la selección | No existía la selección |
| 2006    | No existía la selección | No existía la selección | No existía la selección | No existía la selección | No existía la selección | No existía la selección | No existía la selección | No existía la selección |
| 2008    | No existía la selección | No existía la selección | No existía la selección | No existía la selección | No existía la selección | No existía la selección | No existía la selección | No existía la selección |
| 2010    | No existía la selección | No existía la selección | No existía la selección | No existía la selección | No existía la selección | No existía la selección | No existía la selección | No existía la selección |
| 2014    | No participó            | No participó            | No participó            | No participó            | No participó            | No participó            | No participó            | No participó            |
| 2018    | No clasificó            | No clasificó            | No clasificó            | No clasificó            | No clasificó            | No clasificó            | No clasificó            | No clasificó            |
| 2022    | Se retiró               | Se retiró               | Se retiró               | Se retiró               | Se retiró               | Se retiró               | Se retiró               | Se retiró               |
| Total   | 0/20                    | -                       | -                       | -                       | -                       | -                       | -                       | -                       |

### Campeonato Femenino de la WAFF
| Edición | Resultado      | Posición     | PJ           | PG           | PE           | PP           | GF           | GC           |
| ------- | -------------- | ------------ | ------------ | ------------ | ------------ | ------------ | ------------ | ------------ |
| 2005    | No participó   | No participó | No participó | No participó | No participó | No participó | No participó | No participó |
| 2007    | No participó   | No participó | No participó | No participó | No participó | No participó | No participó | No participó |
| 2010    | No participó   | No participó | No participó | No participó | No participó | No participó | No participó | No participó |
| 2011    | Fase de grupos | 8.º          | 3            | 0            | 0            | 3            | 0            | 19           |
| 2014    | No participó   | No participó | No participó | No participó | No participó | No participó | No participó | No participó |
| 2019    | No participó   | No participó | No participó | No participó | No participó | No participó | No participó | No participó |
| 2022    | No participó   | No participó | No participó | No participó | No participó | No participó | No participó | No participó |
| 2024    | Fase de grupos | 8.º          | 3            | 0            | 0            | 3            | 0            | 11           |
| Total   | 2/8            | 13.º         | 6            | 0            | 0            | 6            | 0            | 30           |

## Últimos y próximos encuentros
Actualizado al último partido jugado el 24 de febrero de 2024
| Fecha      | Ciudad | Local           | Resultado | Visitante | Competición                   |
| ---------- | ------ | --------------- | --------- | --------- | ----------------------------- |
| 08-02-2024 | Dubai  | Emiratos Árabes | 1:0       | Irak      | Partido amistoso              |
| 11-02-2024 | Dubai  | Emiratos Árabes | 3:0       | Irak      | Partido amistoso              |
| 20-02-2024 | Jeddah | Palestina       | 3:0       | Irak      | Campeonato Femenino WAFF 2024 |
| 22-02-2024 | Jeddah | Irak            | 0:5       | Nepal     | Campeonato Femenino WAFF 2024 |
| 24-02-2024 | Jeddah | Siria           | 3:0       | Irak      | Campeonato Femenino WAFF 2024 |

## Equipo

### Equipo actual
| No. | Pos. | Jugadora                  | Fecha de nacimiento (edad)    | Apa. | Goles | Club              |
| --- | ---- | ------------------------- | ----------------------------- | ---- | ----- | ----------------- |
| 1   |      | Khalat Asaad Mustafa      |                               | 5    | 0     | Bandera de Irak   |
| 12  |      | Vaman Haji Ibrahim        |                               | 0    | 0     | Bandera de Irak   |
| 22  |      | Elaf Ameer Shakir         |                               | 0    | 0     | Bandera de Irak   |
|     |      |                           |                               |      |       |                   |
| 3   |      | Bahra Dara Mohammed       |                               | 5    | 0     | Bandera de Irak   |
| 4   |      | Nabaa Ameer Shakir        | 19 de abril de 2000 (25 años) | 1    | 0     | Al Quwa Al Jawiya |
| 5   |      | Zinah Jameel Ahmed        |                               | 5    | 0     | Bandera de Irak   |
| 6   |      | Saga Kamal                |                               | 0    | 0     | Bandera de Irak   |
| 16  |      | Samah Shakir Abed         |                               | 4    | 0     | Bandera de Irak   |
| 17  |      | Sonia Mahmood Ahmed       |                               | 3    | 0     | Bandera de Irak   |
|     |      |                           |                               |      |       |                   |
| 7   |      | Mina Kareem Jaber         |                               | 3    | 0     | Bandera de Irak   |
| 9   |      | Zainab Abbas Kadhim       |                               | 5    | 0     | Bandera de Irak   |
| 10  |      | Nisreen Khairullah Rasool |                               | 4    | 0     | Bandera de Irak   |
| 13  |      | Direen Mahmood Bakr       |                               | 5    | 0     | Bandera de Irak   |
| 14  |      | Nadia Fadhil              |                               | 5    | 0     | Bandera de Irak   |
| 15  |      | Tiba Saleem               |                               | 3    | 0     | Bandera de Irak   |
| 21  |      | Bafreen Qader Rahman      |                               | 1    | 0     | Bandera de Irak   |
| 24  |      | Zahraa Ahmed Breesam      |                               | 5    | 0     | Bandera de Irak   |
|     |      |                           |                               |      |       |                   |
| 8   |      | Alidya Nawzad             |                               | 1    | 0     | Bandera de Irak   |
| 11  |      | Sipal Shukur Rasheed      |                               | 5    | 0     | Bandera de Irak   |
| 20  |      | Binaiy Othman Sharif      |                               | 4    | 0     | Bandera de Irak   |
| 23  |      | Hedi Majeed Ahmed         |                               | 5    | 0     | Bandera de Irak   |
| 25  |      | Rondek Ali Omar           |                               | 1    | 0     | Bandera de Irak   |

## Entrenadores
- Adil Qader